# Криводзьоб південний
Криводзьоб південний (Oncostoma olivaceum) — вид горобцеподібних птахів родини тиранових (Tyrannidae). Мешкає в Панамі і Колумбії.

## Поширення і екологія
Південні криводзьоби мешкають на сході Панами та на півночі Колумбії. Вони живуть в чагарниковому підліску вологих рівнинних тропічних лісів та на узліссях. Зустрічаються на висоті до 1000 м над рівнем моря.

## Збереження
МСОП класифікує цей вид як такий, що не потребує особливих заходів зі збереження. За оцінками дослідників, популяція південних криводзьобів становить від 500 тисяч до 5 млн птахів. Це досить поширений вид в межах свого ареалу.